# Wodniki (obwód lwowski)
Wodniki – wieś na Ukrainie w rejonie lwowskim (wcześniej w rejonie pustomyckim) obwodu lwowskiego. Obok wsi przebiega ukraińska droga krajowa N09.

## Położenie
Na podstawie Słownika geograficznego Królestwa Polskiego i innych krajów słowiańskich: Wodniki to wieś w powiecie bóbreckim, 10 km na północny zachód od sądu powiatowego w Bóbrce.

## Historia
Przez pewien czas, m.in. w 1905 właścicielem dóbr ziemskich Wodniki był Stanisław Cieński, prezes rady powiatowej w Stanisławowie. 
W II Rzeczypospolitej w gmina Stare Sioło w powiecie bóbreckim województwa lwowskiego. W 1931 r. wieś liczyła 822 mieszkańców, z których ok. 40% było Polakami.  W latach 1943–1944 nacjonaliści ukraińscy z OUN - UPA zamordowali tutaj 15 Polaków.